# Solomon Udo
Solomon Ime Udo (Ikot Ekpene, 15 luglio 1995) è un calciatore nigeriano naturalizzato armeno, centrocampista dell'Al-Arabi Saudi.

## Carriera

### Club
Il 1º luglio 2018 viene acquistato a titolo definitivo dalla squadra armena del Banants.

### Nazionale
Tra il 2020 ed il 2025 ha giocato complessivamente 22 partite con la maglia della nazionale armena.

## Palmarès

### Club

#### Competizioni nazionali
- Coppa d'Armenia: 1

Širak: 2016-2017
- Supercoppa d'Armenia: 1

Širak: 2017
- Campionato armeno: 1

P'yownik: 2023-2024